# Guerras ruso-turcas
Las guerras ruso-turcas o guerras otomano-rusas, fueron una serie de doce guerras libradas entre el Imperio ruso y el Imperio otomano entre los siglos XVI y XX. Fue una de las series de conflictos militares más largas de la Historia de Europa.: 744  A excepción de la guerra de 1710-11 y la Guerra de Crimea, que suele tratarse como un acontecimiento independiente, los conflictos terminaron de forma desastrosa para el estancado Imperio otomano; por el contrario, mostraron el ascenso de Rusia como potencia europea tras los esfuerzos de modernización de Pedro el Grande a principios del siglo XVIII.

## Comienza el conflicto (1568-1768)

### Antes de Pedro el Grande
La primera guerra ruso-turca (1568-1570) se produjo tras el asedio de Kazán y Astracán por el zar ruso Iván el Terrible. El sultán otomano Selim II intentó expulsar a los rusos del bajo Volga enviando una expedición militar a Astracán en 1569. La expedición turca acabó en desastre para el ejército otomano, que no pudo tomar Astracán y pereció casi por completo en las estepas, mientras que la flota otomana naufragó en el mar de Azov. El tratado de paz entre ambas partes cimentó las conquistas rusas en el Volga, pero permitió al Imperio otomano obtener una serie de beneficios comerciales. El vasallo otomano el Janato de Crimea continuó su expansión contra el zarismo ruso, pero fue derrotado en la batalla de Molodi en 1572.
El siguiente conflicto entre Rusia y Turquía comenzó 100 años después en el marco de la lucha por el territorio de Ucrania. Mientras que Rusia conquistó la Ucrania de la margen izquierda después de la Guerra ruso-polaca (1654-1667), el Imperio otomano en el curso de la Guerra polaco-turca (1672-1676), extendió su dominio sobre toda la Ucrania de la margen derecha con el apoyo de su vasallo, Petró Doroshenko (1665-1672). La política pro-otomana de este último provocó el descontento de muchos cosacos ucranianos, que eligieron a Iván Samoilóvich como único Hetman de toda Ucrania en 1674. En 1676, las tropas rusas capturaron a Chiguirín y derrocaron a Doroshenko, que fue exiliado a Rusia. En 1677, el ejército otomano intentó retomar Chigirín, pero fue derrotado. En 1678, el ejército otomano pudo finalmente tomar Chigirín tras un sangriento asalto. Pero en esto se detuvo la expansión otomana hacia el noreste. En 1679-80, los rusos rechazaron los ataques de los tártaros de Crimea y firmaron el Tratado de Bajchisarái el 13 de enero de 1681, que establecería la frontera ruso-turca por el río Dniéper.

### De Pedro el Grande en adelante (1682)
Rusia se unió a la Liga Santa europea (Austria, Polonia, Venecia) en 1686.: 14  Durante la guerra, el ejército ruso organizó las  campañas de Crimea de 1687 y 1689 y las  campañas de Azov (1695-96). Ante los preparativos de Rusia para la guerra con Suecia y la firma del Tratado de Karlowitz con Turquía en 1699, el gobierno ruso firmó el Tratado de Constantinopla con el Imperio otomano en 1700. Tras los resultados de la paz, Rusia consiguió anexionarse Azov y obtener acceso al mar de Azov.

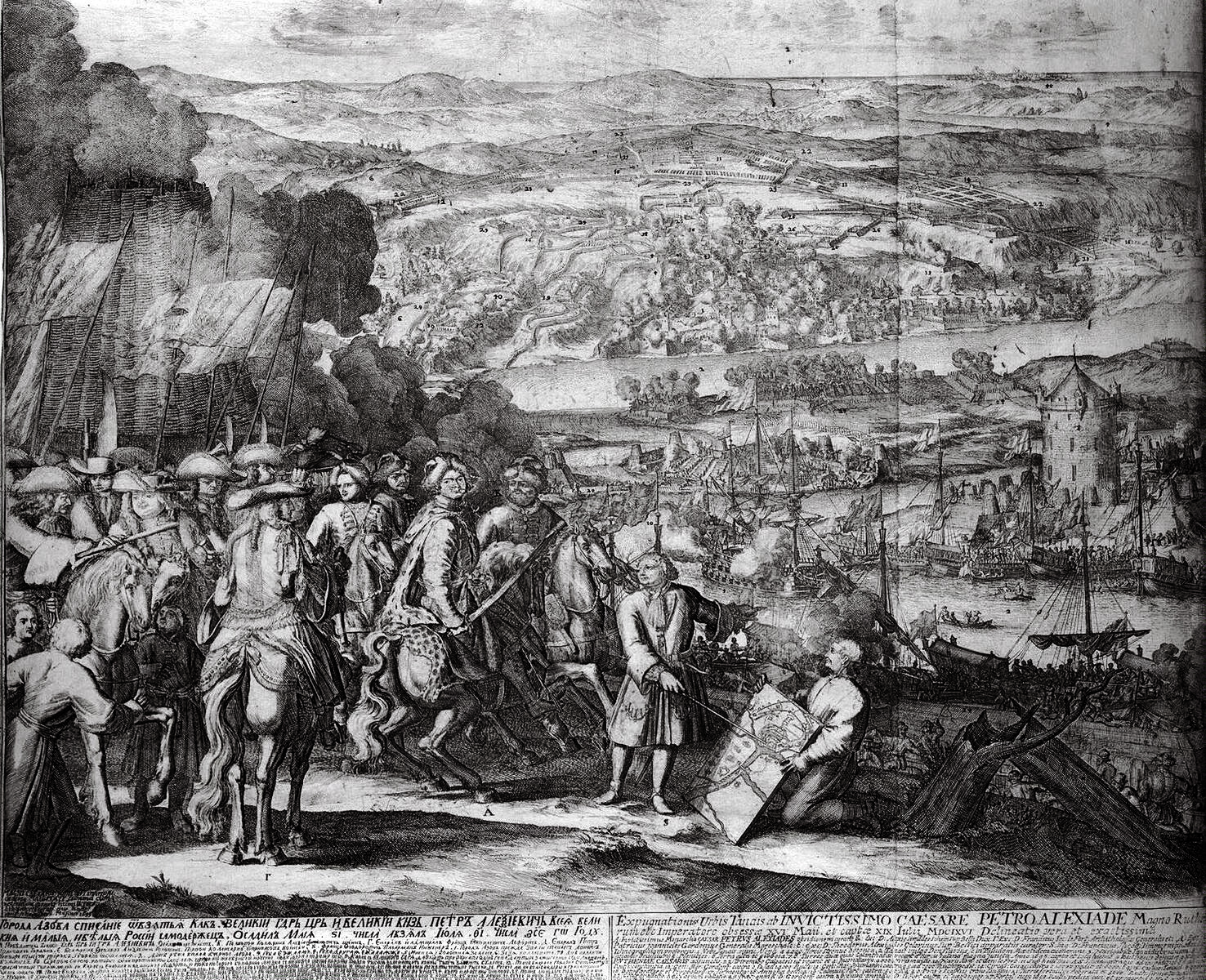
Captura de Azov por tropas de Pedro el Grande en 1696

Después de que los rusos hubieran derrotado a los suecos y a los cosacos pro-Imperio sueco ucranianos liderados por Iván Mazepa en la batalla de Poltava en 1709, Carlos XII de Suecia consiguió convencer al sultán otomano Ahmed III para que declarara la guerra a Rusia el 20 de noviembre de 1710. La campaña del Prut de Pedro el Grande terminó sin éxito para Rusia. El ejército ruso, dirigido por el zar, se vio rodeado por un ejército turco-tártaro superior y se vio obligado a aceptar unas condiciones de paz desfavorables, según las cuales devolvía al Imperio otomano el Azov previamente capturado.
A finales del siglo XVII, la dinastía iraníia safávida, vecina de ambos imperios y que había sido uno de los mayores rivales de Turquía durante siglos (siglos XVI-XIX), había sufrido un fuerte declive. Aprovechando la situación, Rusia y el Imperio otomano conquistaron franjas de su territorio que comprendían el actual Daguestán, Azerbaiyán y el Norte de Irán, que fue tomado por Pedro I en la Guerra Ruso-Persa (1722-1723); los otomanos se hicieron con el territorio del oeste, que comprendía la actual Armenia, partes de Anatolia oriental, así como el oeste de Irán. Las ganancias de ambos fueron confirmadas en el Tratado de Constantinopla (1724). Durante unos años, limitaron entre sí un amplio territorio en el Cáucaso, lo que provocó nuevas fricciones.
Rusia consiguió asegurar una situación internacional favorable mediante la firma de tratados con Persia en 1732 y 1735. Estos devolvieron todos los territorios iraníes ganados desde 1722 en el Norte y Cáucaso Sur y el norte de Irán, y evitaron la guerra con el emergente líder de Persia, Nader Shah. Los tratados tenían otros aspectos diplomáticos favorables, ya que establecían una alianza ruso-iraní contra Turquía, ya que Persia estaba en guerra con el Imperio otomano. Mientras tanto, Rusia también apoyaba la llegada al trono de Polonia de Augusto III en la guerra de sucesión polaca (1733-35), frente al candidato francés Stanisław Leszczyński. Austria había sido aliada de Rusia desde 1726.
Rusia entró en la otra guerra con el Imperio otomano en 1736, motivada por las incursiones en el Ucrania de los tártaros de Crimea y la campaña militar del Khan de Crimea en el Cáucaso. En mayo de 1736, el ejército ruso lanzó una invasión de la península de Crimea y quemó la capital del Kanato de Crimea Bajchisarái. El 19 de junio, el ejército ruso del Don al mando del general Peter Lacy capturó Azov. En julio de 1737, el ejército de Münnich tomó por asalto la fortaleza otomana de Ochákov. El ejército de Lacy (que contaba con 40 000 hombres) se adentró en Crimea ese mismo mes, infligiendo varias derrotas al ejército del kan de Crimea y capturando Karasubazar. Sin embargo, Lacy y sus soldados tuvieron que abandonar Crimea por falta de suministros.
Austria entró en guerra contra Turquía en julio de 1737, pero fue derrotada en varias ocasiones. En agosto, Rusia, Austria y Turquía iniciaron negociaciones en Nemýriv, que resultarían infructuosas. No hubo operaciones militares significativas en 1738. El ejército ruso tuvo que abandonar Ochákov y Kinburn debido a un brote de peste. En 1739, el ejército de Münnich cruzó el Dniéper, derrotó al Imperio otomano en la batalla de Stavuchany, y ocupó la fortaleza de Jotín e Iaşi. Sin embargo, Austria fue derrotada por el Imperio otomano una vez más y firmó un tratado de paz por separado el 21 de agosto. Esto, unido a la inminente amenaza de invasión sueca, obligó a Rusia a firmar el Tratado de Belgrado con Turquía el 18 de septiembre, poniendo fin a la guerra.

## Decadencia del Imperio otomano (1789-1914)

### Catalina la Grande (r. 1762-1796)
Tras un incidente fronterizo en Balta, el sultán Mustafá III declaró la guerra a Rusia el 25 de septiembre de 1768. Los turcos formaron una alianza con las fuerzas de oposición polacas de la Confederación de Bar, mientras que Rusia fue apoyada por Gran Bretaña, que ofreció asesores navales a la armada rusa.

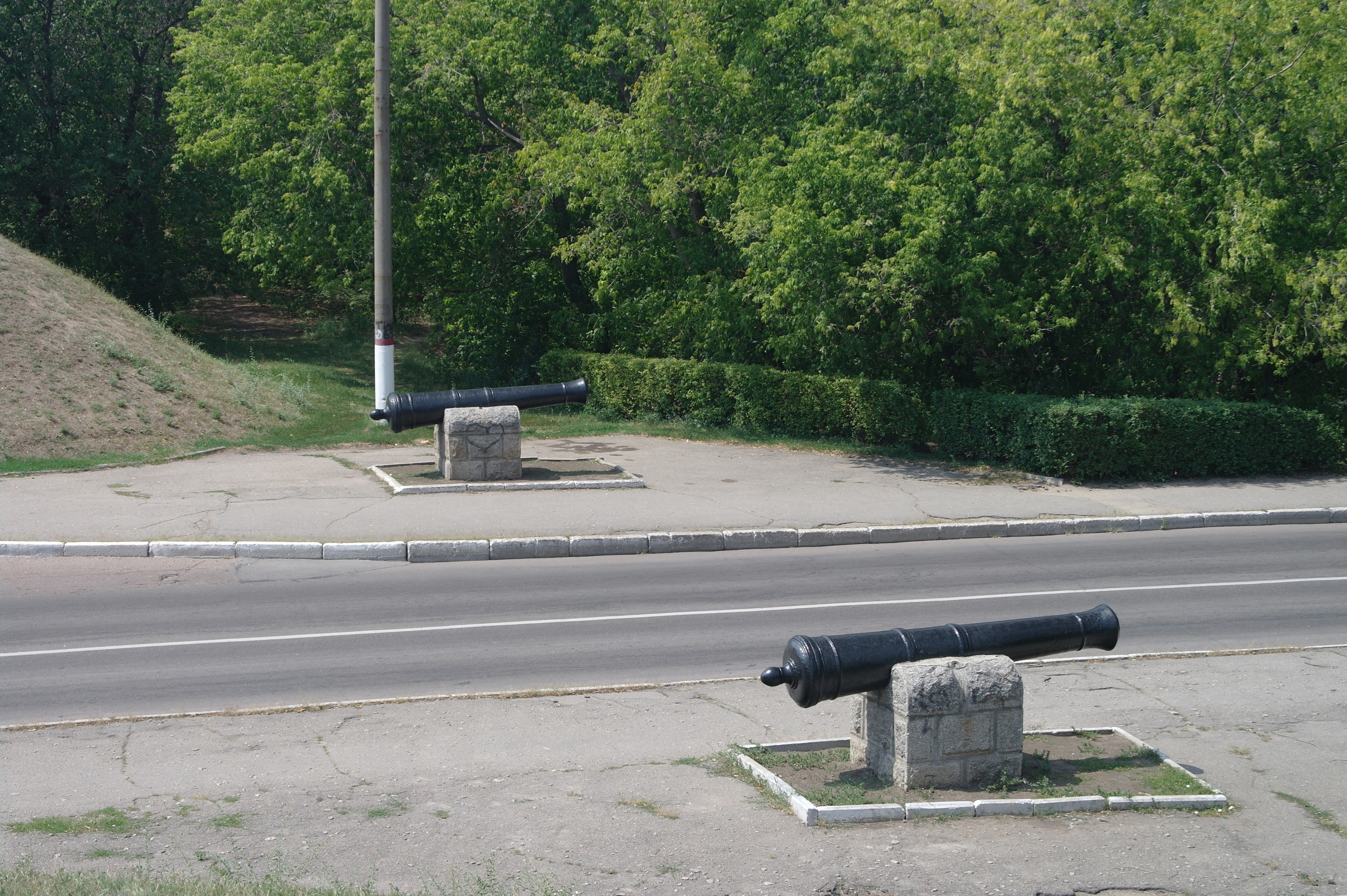
Cañones y fortificaciones de tierra de la Fortaleza de Santa Isabel en la ciudad de Kropivnitski

En enero de 1769, un ejército turco-tártaro de 70.000 hombres liderado por el Khan de Crimea Kirim-Girey irrumpió profundamente en el frente de las tierras del centro de Ucrania con el objetivo de esclavizar a los residentes locales, pero su redada fue rechazado por la guarnición de la Fortaleza de Santa Isabel. Después de eso, las tropas del general Rumiantsev continuaron su movimiento hacia el Mar Negro.

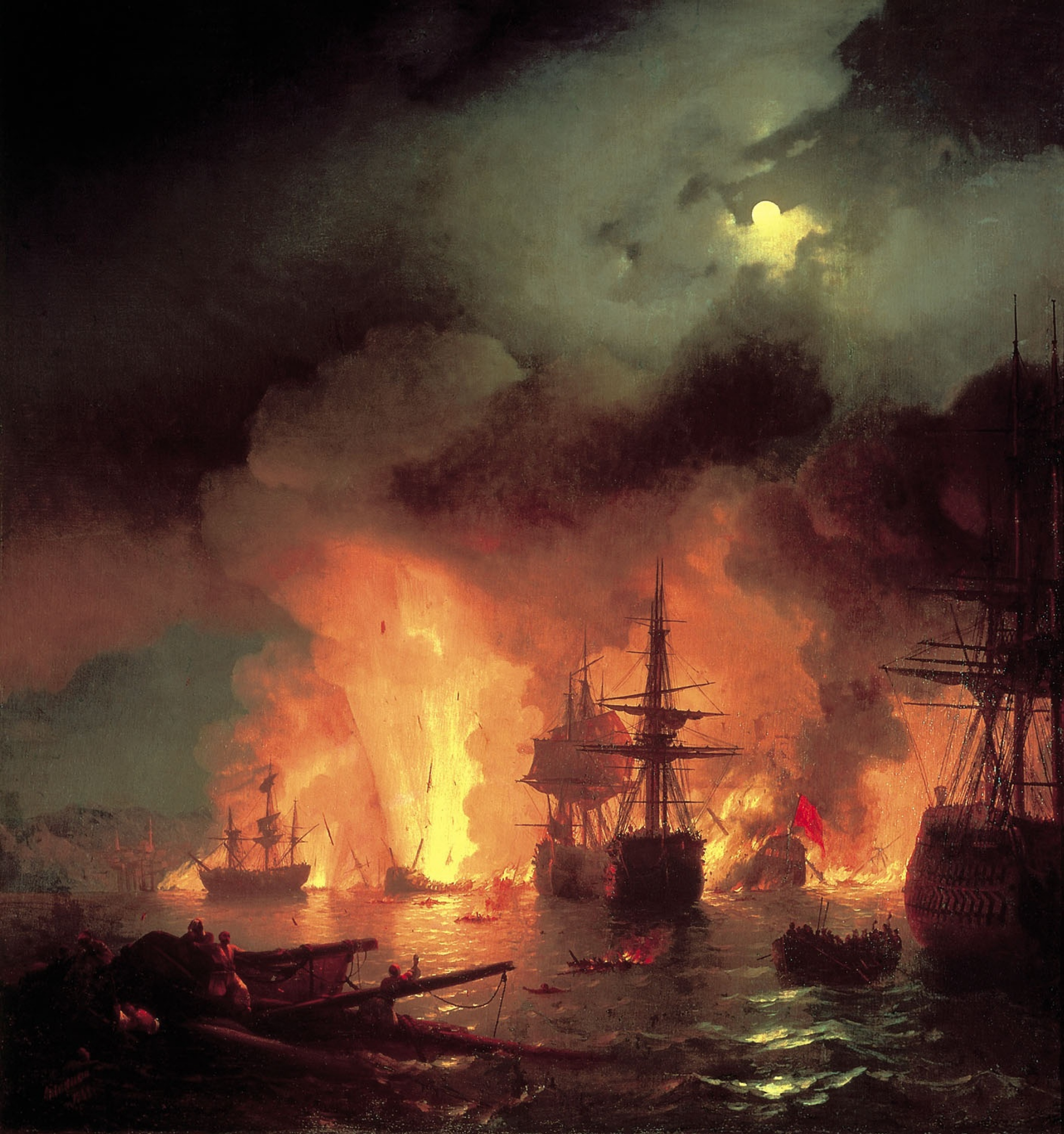
Destrucción de la flota otomana en la batalla de Česhme.

La oposición polaca fue derrotada por Aleksandr Suvórov, que fue trasladado al teatro de operaciones otomano, donde en 1773 y 1774 ganó varias batallas menores y mayores tras los grandes éxitos anteriores del mariscal de campo ruso Piotr Rumyántsev en las batallas de Larga y de Kagul.
Las operaciones navales de la Flota rusa del Báltico en el Mediterráneo se saldaron con victorias bajo el mando de Alekséi Orlov. En 1771, Egipto y Siria se rebelaron contra el dominio otomano, mientras que la flota rusa destruyó totalmente la Armada Otomana en la Batalla de Česhme.
El 21 de julio de 1774, el Imperio otomano firmó el Tratado de Küçük Kaynarca, que concedía formalmente la independencia al Janato de Crimea, pero en realidad pasó a depender de Rusia. Rusia recibió 4,5 millones de rublos y dos puertos marítimos clave que permitían el acceso directo al mar Negro.
En 1783, Rusia anexiona el Kanato de Crimea. Ese mismo año, Rusia estableció su protectorado sobre Georgia oriental según el Tratado de Gueórguievsk. En 1787, la emperatriz Catalina II realizó un triunfal viaje a Crimea, acompañada de representantes de cortes extranjeras y de su aliado, el emperador del Sacro Imperio Romano Germánico José II. Estos acontecimientos y las fricciones provocadas por las quejas mutuas por las infracciones del Tratado de Küçük Kaynarca, que había cerrado la guerra anterior, agitaron la opinión pública de Estambul, y el embajador británico prestó su apoyo al bando de guerra.
En 1787, los otomanos exigieron a Rusia que abandonara Crimea. Rusia declaró la guerra, pero los preparativos otomanos eran inadecuados y el momento estaba mal escogido, ya que Rusia y Austria estaban aliadas, hecho que salió a la luz sólo cuando los acontecimientos ya estaban en marcha. Los turcos hicieron retroceder a los austriacos de Mehadia y dominaron el Banato (1789); pero en Moldavia el mariscal de campo Piotr Rumyántsev tuvo éxito y capturó Iaşi y Jotín. Los generales otomanos eran incompetentes y el ejército se amotinaba; Las expediciones para el socorro de Bender y Akkerman fracasaron, Belgrado fue tomada por los austriacos, El ejército ruso al mando de Aleksandr Suvórov derrotó a los turcos en la batalla de Rymnik y en el capturó Izmaíl. La caída de Anapa completó la serie de desastres otomanos. La Flota del Mar Negro rusa, creada pocos años antes, bajo el mando del Almirante Ushakov, infligió una serie de derrotas a la flota turca y tomó la iniciativa en el mar Negro.
El sultán Selim III estaba ansioso por restaurar el prestigio de su país con una victoria antes de hacer la paz, pero el estado de sus tropas hizo que esta esperanza fuera inútil. Turquía firmó un pacto de asistencia con Prusia el 31 de enero de 1790, pero no recibió ninguna ayuda durante la guerra. En consecuencia, el 9 de enero de 1792, se firmó con Rusia el Tratado de Jassy, por el que Crimea y Ochákov quedaban en manos de Rusia, el Dniéster se convertía en frontera en Europa y la frontera asiática permanecía inalterada.

### Conflictos en elsigloXIX
Gábor Ágoston atribuye a los reaccionarios jenízaros el declive del poderío otomano en relación con Rusia:

A pesar de todos estos tratados y esfuerzos de modernización, los jenízaros y sus aliados consiguieron desbaratar las reformas militares, burocráticas y financieras de estilo occidental del sultán Selim III, llegando a matar al propio "sultán infiel". No fue hasta la década de 1830 cuando se pudieron iniciar las reformas fundamentales bajo el mandato de Mahmud II, que destruyó a los jenízaros en 1826, un siglo y cuarto después de la liquidación de los strel'tsy por parte de Pedro el Grande.
Gábor Ágoston

En 1806, el Imperio otomano incitado por la Francia napoleónica inició una nueva guerra. La larga guerra de seis años para Rusia tuvo lugar en paralelo a la Guerra ruso-persa, la Guerra ruso-sueca y la Guerra de la Cuarta Coalición. A pesar de ello, en la decisiva campaña de 1811, el ejército ruso de Kutúzov derrotó al ejército otomano en el Danubio, lo que permitió concluir un tratado de paz beneficioso para Rusia, según el cual ésta obtenía Besarabia.
El Imperio otomano había mantenido la paridad militar con Rusia hasta la segunda mitad del siglo XVIII, pero en la década de 1820 los ejércitos otomanos fueron incapaces de sofocar la guerra de Independencia de Grecia en sur de Grecia. Las grandes potencias de Europa decidieron intervenir y ayudar a Grecia en su independencia. Tras la batalla de Navarino y la Guerra Ruso-Turca (1828-1829), en la que el ejército ruso cruzó por primera vez los montes Balcanes y tomó Adrianópolis, Turquía reconoció la independencia de Grecia y el paso de la costa del mar Negro del Cáucaso a Rusia. Así, Grecia se convirtió en el primer país independiente creado a partir de una sección del Imperio otomano. Las aspiraciones del Imperio ruso por una sección del imperio y las bases en el flanco sur de Rusia provocaron los temores británicos por el dominio naval del Mediterráneo y el control de la ruta terrestre hacia el subcontinente indio.

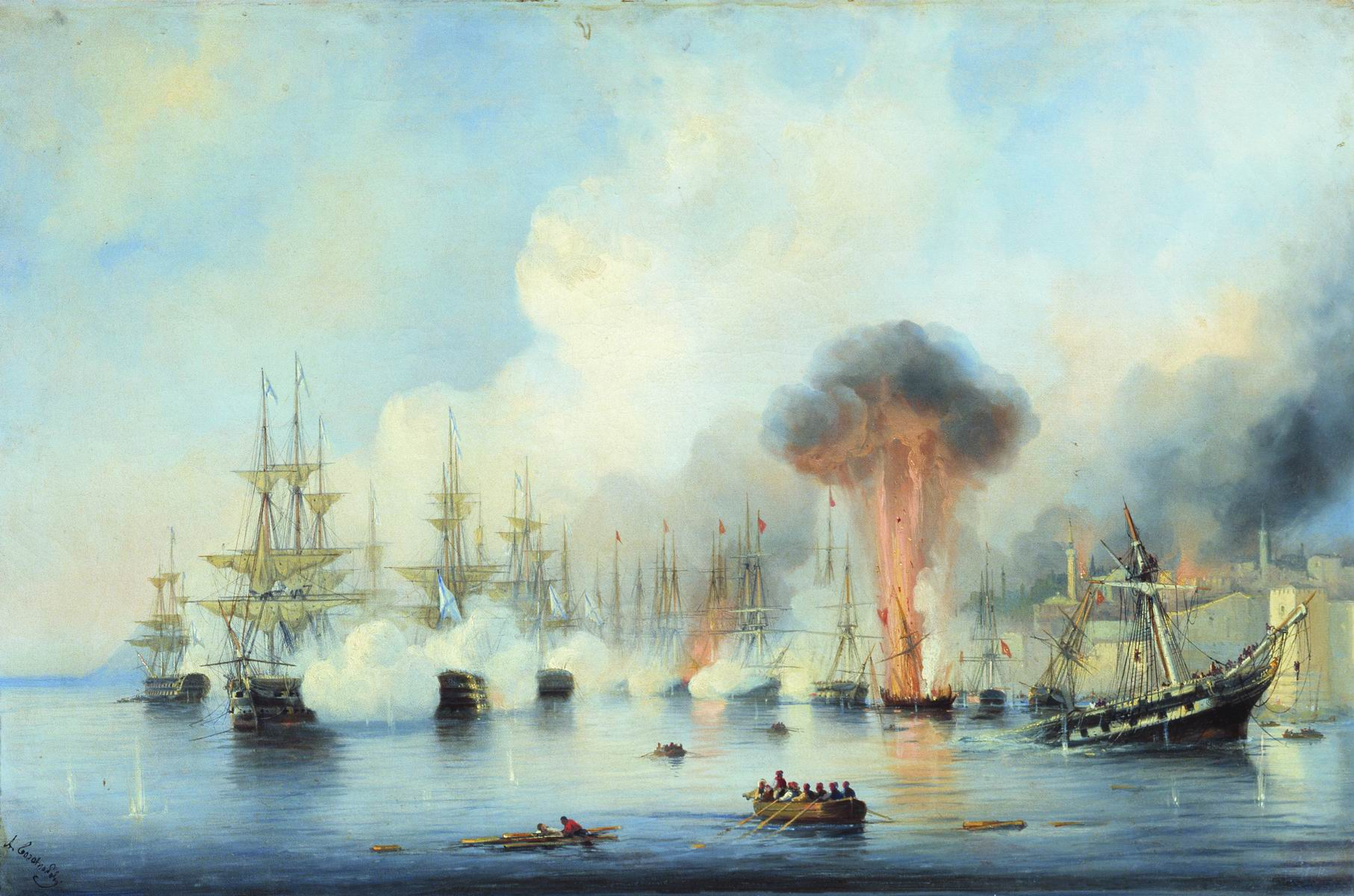
La destrucción de la flota otomana en la batalla de Sinop

Cuando en 1853 Rusia destruyó toda la flota otomana en la batalla de Sinope, Gran Bretaña y Francia llegaron a la conclusión de que una intervención armada del lado de los otomanos era la única forma de detener la enorme expansión rusa. Aunque otomanos y rusos estaban en bandos opuestos, las raíces de la subsiguiente Guerra de Crimea se encontraban en la rivalidad entre británicos y rusos. La guerra terminó de forma desfavorable para los rusos, con el Paz de 1856.
La guerra supuso un descenso de la moral otomana y un sentimiento de impotencia, lo que demostró que la tecnología moderna y el armamento superior eran la parte más importante de un ejército moderno, y una parte de la que el Imperio otomano carecía enormemente. Mientras luchaban junto a los británicos, los franceses e incluso los Piamonteses, los otomanos podían ver hasta qué punto se habían quedado atrás. Las cosas empezaron a cambiar después de la guerra de Crimea.
Uno de estos cambios surgió cuando los europeos empezaron a ver la oportunidad comercial en el país y el dinero que entraba a través del comercio aumentó de forma espectacular. El gobierno también recibió una gran cantidad de dinero extra gracias a un sistema fiscal uniforme con poca corrupción. El sultán consiguió ejercer un mayor control sobre los beys provinciales y aumentó el tributo que debían pagar. Sin embargo, Abdülaziz, el sultán de la época, empleó gran parte de este dinero en amueblar y crear grandes palacios que rivalizaran con los grandes de Inglaterra y Francia, que había visitado. El Imperio estaba sufriendo una revolución, y en toda Anatolia aparecía un nuevo Nacionalismo otomano. Parecía que era posible que el Imperio diera un giro a su decadencia.

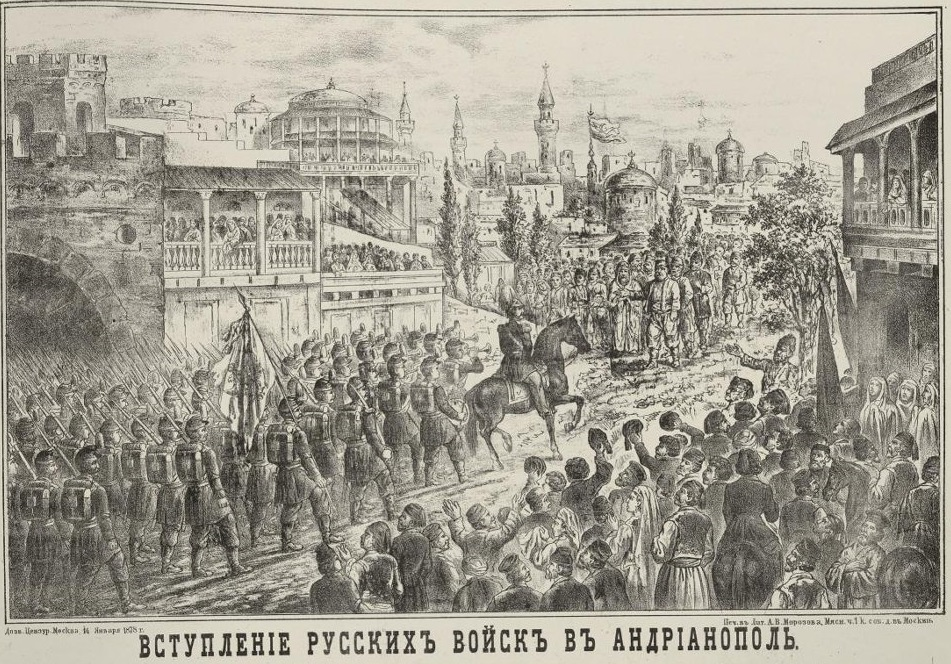
Entrada de las tropas rusas en Adrianópolis

El colapso monetario y gubernamental, combinado con una nueva amenaza de Rusia, inició las últimas etapas del colapso del Imperio. Rusia se había visto obligada por la Guerra de Crimea a renunciar a sus ambiciones de conquistar la capital otomana de Constantinopla y tomar el control del Bósforo. En su lugar, decidió centrarse en ganar poder en los Balcanes. La población de gran parte de los Balcanes era eslava, al igual que los rusos. También seguían principalmente la Iglesia ortodoxa, al igual que los rusos. Cuando nuevos movimientos en Rusia, como el de los eslavófilos, comenzaron a entrar en la zona, ésta se agitó y se volvió propensa a la revolución. Cuando el gobierno de Constantinopla trató de iniciar medidas para evitar un colapso económico en todo el imperio, provocó un revuelta en Herzegovina en 1875. La revuelta en Herzegovina se extendió rápidamente al Valiato de Bosnia y luego a Bulgaria. Pronto los ejércitos serbios también entraron en la guerra contra los turcos. Estas revueltas fueron la primera prueba de los nuevos ejércitos otomanos. Aunque no estaban a la altura de los estándares europeos occidentales, el ejército luchó con eficacia y brutalidad; durante la guerra, los otomanos llevaron a cabo la masacre de Batak en 1876. Januarius MacGahan, periodista del New York Herald y del londinense The Daily News (UK) escribió sobre los terribles sucesos tras su visita a Batak con Eugene Schuyler. Según la mayoría de las fuentes, alrededor de 5000 personas fueron masacradas sólo en Batak. El número total de víctimas en el levantamiento de abril según la mayoría de las estimaciones ronda las 15 000, que se apoya en el informe de Schuyler, publicado en Daily News, según el cual al menos 15 000 personas fueron asesinadas durante el Levantamiento de Abril, además de quedar enterradas 36 aldeas en tres distritos. Según Donald Quataert alrededor de 1000 musulmanes fueron asesinados por búlgaros cristianos y en consecuencia 3700 cristianos fueron asesinados por musulmanes.
Pronto las rebeliones balcánicas empezaron a flaquear. En Europa, los periódicos se llenaron de informes sobre soldados otomanos que mataban a miles de eslavos. Incluso en Gran Bretaña, William Ewart Gladstone publicó su relato de las atrocidades otomanas en su Los horrores búlgaros y la cuestión de Oriente. Pronto, una nueva guerra ruso-turca había comenzado. A pesar de luchar mejor que nunca, los avanzados ejércitos otomanos seguían sin estar a la altura de las fuerzas rusas. Esta vez no hubo ayuda del extranjero; en realidad, muchas naciones europeas apoyaron la guerra rusa, siempre que no se acercara demasiado a Estambul. Diez meses y medio después, cuando la guerra había terminado, la era de la dominación otomana sobre los Balcanes había terminado. En los Balcanes, el ejército ruso, tras cruzar el Danubio, capturó el Paso de Shipka. El ejército turco de Osmán Pashá, tras una tenaz lucha, se rindió en Plevna. A continuación, el ejército ruso cruzó los montes Balcanes, derrotó a las tropas turcas restantes y alcanzó los accesos a Constantinopla. En el Cáucaso, el ejército turco contuvo la ofensiva rusa, pero tras la derrota en Aladzha, se retiró a Erzurum, tras lo cual los rusos tomaron Kars. En el mar Negro, la flota otomana tenía una ventaja colosal, ya que la flota rusa no se recuperó tras la Guerra de Crimea. A pesar de ello, las hostilidades en el mar Negro en esta guerra no fueron importantes.

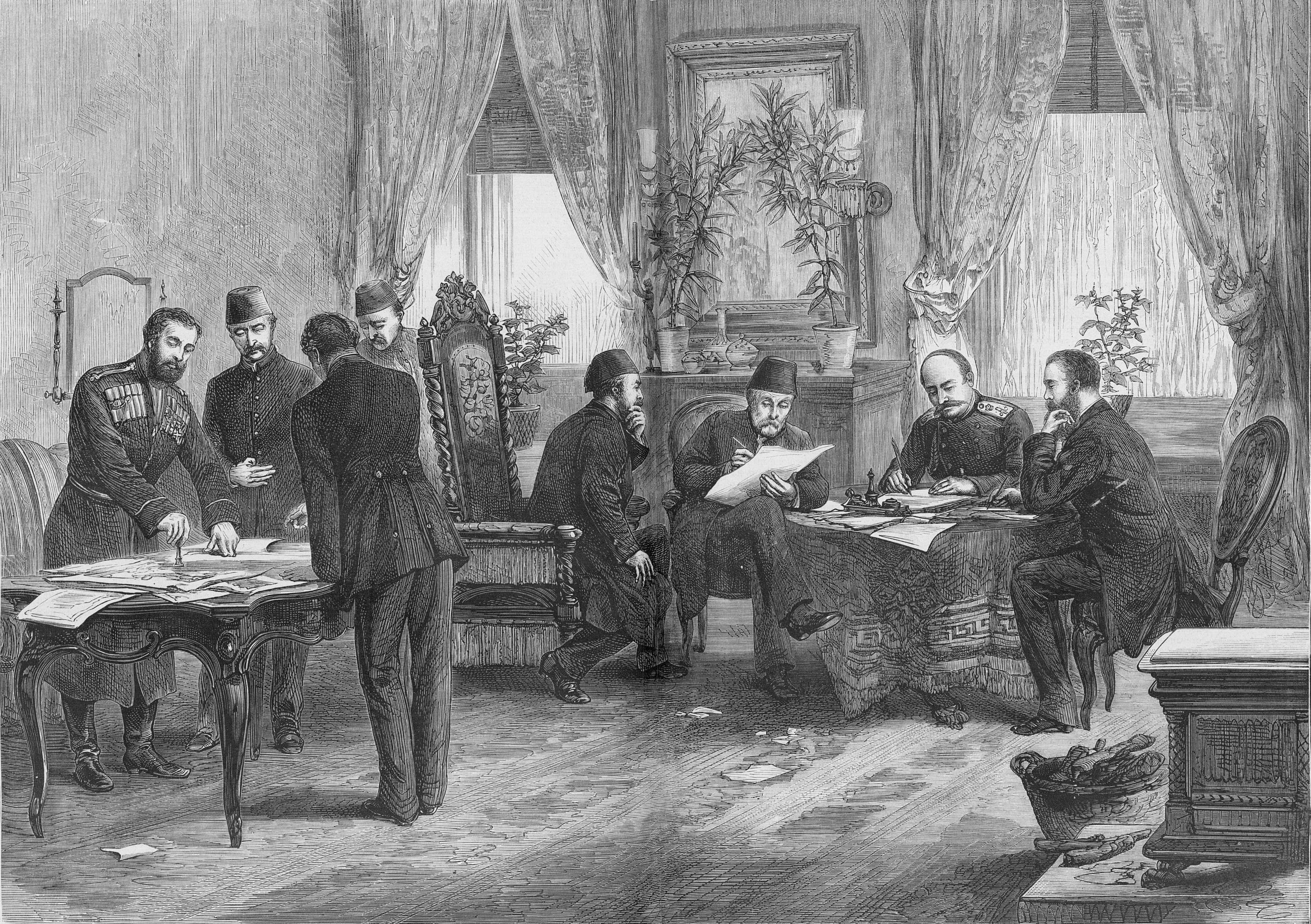
Negociaciones en el Tratado de San Stefano

En respuesta a la proximidad rusa a los estrechos, los británicos, en contra de los deseos del sultán, intervinieron en la guerra. Un gran grupo de trabajo que representaba la supremacía naval británica entró en el estrecho del Marmara y ancló a la vista tanto del palacio real como del ejército ruso. Puede que los británicos hayan salvado al Imperio otomano una vez más, pero puso fin a las buenas relaciones entre las dos potencias que habían perdurado desde la Guerra de Crimea. Ante la perspectiva de una entrada británica en la guerra, los rusos decidieron resolver la disputa. El Tratado de San Stefano concedió a Rumanía y a Montenegro su independencia, Serbia y Rusia recibieron cada una territorio adicional, Austria recibió el control de Bosnia y Bulgaria recibió una autonomía casi completa. La esperanza del Sultán era que las otras grandes potencias se opusieran a una resolución tan unilateral y se celebrara una conferencia para revisarla. Su deseo se hizo realidad y en 1878 se celebró el Congreso de Berlín donde Alemania prometió ser un "intermediario honesto" en la revisión del tratado. En el nuevo tratado se redujo el territorio búlgaro y se cancelaron las indemnizaciones de guerra. La conferencia también volvió a perjudicar las relaciones anglo-otomanas al conceder a los británicos la isla de Chipre. Aunque se molestó con el Primer Ministro británico Benjamin Disraeli, el sultán no tenía más que elogios para Otto von Bismarck, que forzó muchas de las principales concesiones a Rusia. Estas estrechas relaciones germano-otomanas persistirían hasta el final de ambos imperios.
La extensión rusa en este siglo se desarrolló con el tema principal de apoyar la independencia de las antiguas provincias de los otomanos y luego traer a todos los pueblos eslavos de los Balcanes bajo Bulgaria o usar a los armenios en el este establece el escenario. A finales de siglo desde la perspectiva rusa; se consiguió la autonomía de Rumanía, Serbia y Montenegro y la de Bulgaria. Esto alarmó a las Grandes Potencias. Tras el Congreso de Berlín se controló la expansión rusa frenando la expansión de Bulgaria. La opinión pública rusa sintió que al final del Congreso de Berlín habían muerto miles de soldados rusos para nada.

### Los Balcanes

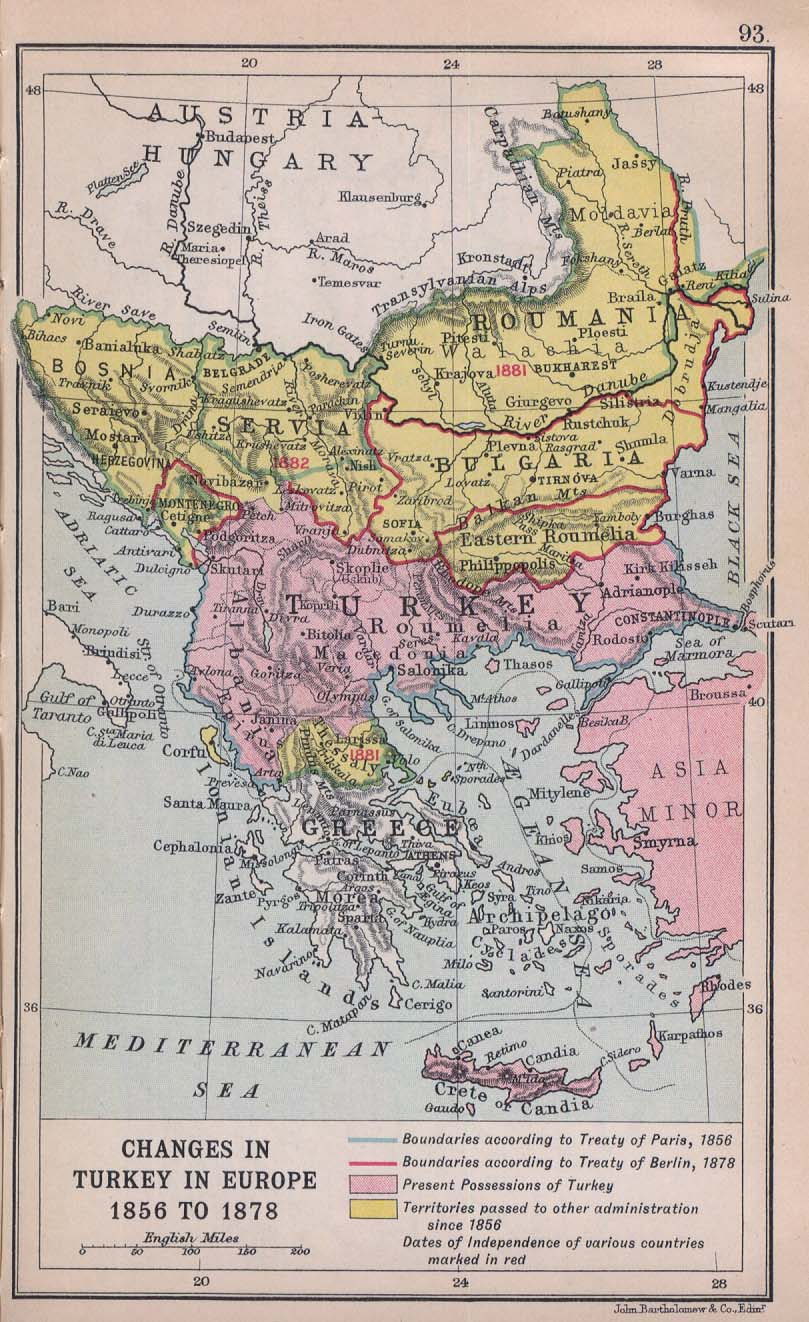
Pérdidas otomanas en amarillo en los Balcanes después de la guerra ruso-turca (1877-1878), del Atlas Literario e Histórico de Europa de J. G. Bartholomew, 1912.

Hubo dos movimientos principales para el lado occidental. El primero se realizó mientras los otomanos lidiaban con el levantamiento griego, ver guerra de Independencia de Grecia.
La guerra de independencia de los griegos hizo que las fuerzas rusas avanzaran hacia Bulgaria antes de que los turcos pidieran la paz. El resultante Tratado de Adrianópolis (Edirne) del 14 de septiembre de 1829, otorgó a Rusia la mayor parte de la orilla oriental del mar Negro y la desembocadura del Danubio.
El segundo movimiento independentista se produjo durante los levantamientos. Véase Bosnia y Herzegovina: siglos XIX y XX, Guerra de Independencia de Rumanía. En julio de 1875 comenzó una rebelión herzegovina (1875-1877) contra el dominio otomano. Los búlgaros organizaron el Levantamiento de abril, que duró de abril a mayo de 1876.
Serbia consiguió la autonomía y se permitió a Rusia ocupar Moldavia y Valaquia (garantizando su prosperidad, y la plena "libertad de comercio" para ellos) hasta que Turquía hubiera pagado una gran indemnización. Los levantamientos plantearon una oportunidad para Rusia (príncipe Gorchakov) y Austria-Hungría (conde Andrássy), que hicieron el 8 de julio el Acuerdo de Reichstadt secreto sobre el reparto de la península balcánica en función del resultado.
Durante la Guerra ruso-turca de 1877-1878, en febrero de 1878 el ejército ruso estuvo a punto de llegar a la capital otomana pero, ante el temor de que la ciudad cayera, los británicos enviaron una flota de barcos de guerra para intimidar a Rusia de que entrara en la capital otomana. Bajo la presión de la flota británica para negociar el resultado de la guerra, Rusia acordó un acuerdo bajo el Tratado de San Stefano el 3 de marzo, por el que el Imperio otomano reconocía la independencia de sus antiguas provincias Rumanía, Serbia y Montenegro y la autonomía de Bulgaria. El Congreso de Berlín también permitió a Austria ocupar Bosnia y Herzegovina y a Gran Bretaña hacerse con Chipre.

### El Cáucaso
Durante el levantamiento griego, el imperio ruso alcanzó las fronteras otomanas en el Cáucaso, que estaban situadas en el suroeste de la región, así como en el noreste de Anatolia. En virtud de los términos del Tratado de Adrianópolis (1829), el Imperio otomano reconoció la soberanía rusa sobre la parte occidental de Georgia, que anteriormente estaba bajo la soberanía otomana, y reconoció la dominación rusa de la actual Armenia, que había sido conquistada un año antes (1828) por los rusos a Irán Kayar mediante el Tratado de Turkmenchay. Tras la guerra de 1877-1878, Rusia también recibió Kars con (Ardahan, Kağızman y Oltu) y Batumi con (Artvin).

## Fin del conflicto (1914-1923)

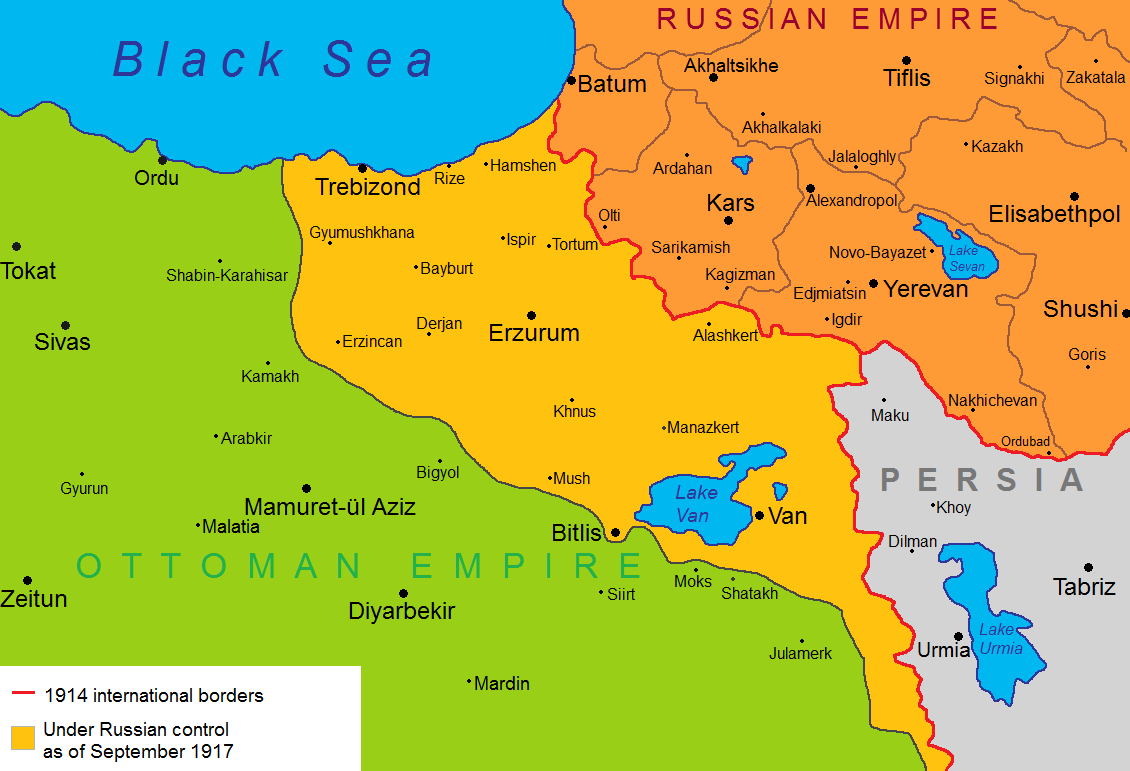
La zona de ocupación rusa de esa región en el verano de 1916.

Durante los primeros meses de la Primera Guerra Mundial, Kars era un objetivo militar clave para el ejército otomano. Ismail Enver que empujó al Imperio otomano a la Primera Guerra Mundial, necesitaba una victoria contra los rusos para defender su posición. Reunió un ejército en la frontera oriental. El ejército fue muy derrotado bajo el mando de Enver en la batalla de Sarikamish El 2 de enero de 1915 contra Nikolai Yudenich. Esta derrota se debió más al clima invernal y a una mala planificación, dado que los rusos se estaban preparando para evacuar Kars. Con la pérdida del ejército oriental, las defensas otomanas se desmoronaron con más batallas pequeñas y el ejército ruso consiguió avanzar hasta el oeste de Erzincan. El ejército otomano sufrió la siguiente gran derrota en la batalla de Erzurum en 1916, tras la cual el ejército ruso capturó toda Armenia Occidental. Tras la campaña de 1916, el frente se mantuvo estable hasta la Revolución Rusa.
El colapso del ejército ruso después de la revolución de 1917 dejó sólo a las unidades armenias poco extendidas para resistir el inevitable contraataque otomano. Antes del final de la Primera Guerra Mundial en 1918, el ejército otomano se reformó con lo que quedaba de la rama de Oriente Medio y trató de construir una línea entre lo que parecía quedar en su frontera oriental. La recién declarada Primera República de Armenia capturó Kars en abril de 1918, que finalmente fue devuelta por la futura administración soviética. Ese mismo año, en marzo, se estableció la Comuna de Bakú en la República Democrática de Azerbaiyán. La comuna se convirtió más tarde en la Dictadura del Caspio Central, conquistada a su vez por el Ejército Islámico del Cáucaso, y poco después por la Triple Entente y finalmente por los bolcheviques. La derrota en otros frentes hizo que el Imperio Otomano se rindiera y retirara sus fuerzas. Tanto la República de Armenia como la de Azerbaiyán acabaron formando parte de la Unión Soviética en 1920. La frontera soviético-turca se estableció en el Tratado de Moscú (1921).

## Tabla-resumen de las guerras ruso-turcas
| #  | Fecha     | Nombre | Resultado |
| 1  | 1568-1570 | Primera guerra ruso-turca                                                                                   | Victoria militar rusa |
| 2  | 1676-1681 | Segunda guerra ruso-turca                                                                                   | Disputada Tratado de Bajchisarái |
| 3  | 1686-1700 | Tercera guerra ruso-turca (parte de la Gran Guerra Turca)                                                   | Victorias de los Habsburgo, polaco-lituana, rusa y veneciana Tratado de Karlowitz y Tratado de Constantinopla: Rusia toma posesión de Azov y las fortalezas de Taganrog, Pávlovsk y Mius |
| 4  | 1710-1711 | Cuarta guerra ruso-turca (parte de la Gran guerra del Norte)                                                | Victoria otomana: 41 Tratado de Prut y Tratado de Adrianópolis (1713): Rusia cede Azov al Imperio otomano y demuele las fortalezas de Taganrog, Kodak, Novobogoroditskaya (Dnipró) y Kámianka-Dniprovska Rusia acepta dejar de entrometerse en los asuntos de la Confederación polaco-lituana |
| 5  | 1735-1739 | Quinta guerra ruso-turca (también conocida como guerra Austro-Ruso-Turca)                                   | Tratado de Belgrado: los Habsburgo ceden el Reino de Serbia con Belgrado, la parte sur del Banato de Temeswar y el norte de Bosnia a los otomanos, y el Banato de Cracovia (Oltenia), ganado por el Tratado de Passarowitz en 1718, a Valaquia (un súbdito otomano), y establece la línea de demarcación en los ríos Sava y Danubio. Tratado de Niš (3 de octubre de 1739): renuncia a reclamos territoriales sobre la Moldavia otomana y Besarabia; Los otomanos permiten la construcción de un puerto comercial ruso desmilitarizado en Azov. |
| 6  | 1768-1774 | Sexta guerra ruso-turca                                                                                     | Victoria rusa: 744 : 205–214 Tratado de Küçük Kaynarca: el Imperio otomano cede Kerch, Enikale, Kabardia y parte de Yedisan a Rusia; El kanato de Crimea se convierte en un estado cliente ruso. |
| 7  | 1787-1792 | Séptima guerra ruso-turca                                                                                   | Victoria rusa: 745 : 393–426 Tratado de Jassy: Rusia anexa Ochákov, los otomanos reconocen la anexión rusa del kanato de Crimea |
| 8  | 1806-1812 | Octava guerra ruso-turca                                                                                    | Victoria rusa Tratado de Bucarest (1812): Rusia se anexiona Besarabia |
| 9  | 1828-1829 | Novena guerra ruso-turca                                                                                    | Victoria rusa Tratado de Adrianópolis (1829): Rusia ocupa los principados del Danubio, la independencia griega del Imperio otomano. |
| 10 | 1853-1856 | guerra de Crimea                                                                                            | Victoria otomana, británica, francesa y piamontesa Tratado de París (1856): desmilitarización mutua del mar Negro, Rusia cede Moldavia y reconoce la soberanía otomana de jure sobre los principados del Danubio |
| 11 | 1877-1878 | Décima guerra ruso-turca                                                                                    | Victorias rusa y aliada Independencia De jure de Rumania, Serbia y Montenegro y de facto independencia de Bulgaria del Imperio otomano Territorio de las Oblast de Kars y Oblast de Batum cedidos a Rusia. |
| 12 | 1914-1918 | Primera Guerra Mundial: - Campaña del Cáucaso - Acciones del XV Corps en el frente oriental - Campaña persa | Victorias alemana, austrohúngara y otomana Tratado de Brest-Litovsk Tratado de Kars: el territorio ruso ganado en 1878 retrocedió al Imperio otomano |

### Otras publicaciones
- Ágoston, Gábor "Military transformation in the Ottoman Empire and Russia, 1500–1800." Kritika: Explorations in Russian and Eurasian History 12.2 (2011): 281-319 online.
- Allen, William and Paul Muratoff. Caucasian Battlefields: A History Of The Wars On The Turco-Caucasian Border 1828-1921 (2011) ISBN 0-89839-296-9,
- Dowling, Timothy C. (2014). Russia at War: From the Mongol Conquest to Afghanistan, Chechnya, and Beyond [2 volumes]. ABC-CLIO. ISBN 978-1-59884-948-6.
- Dupuy, R. Ernest and Trevor N. Dupuy. The Encyclopedia of Military History from 3500 B. C. to the Present (1986 and other editions), passim and 1461–1464.
- Hughes, Lindsey (2000). Russia in the Age of Peter the Great. New Haven, CT: Yale University Press. p. 640. ISBN 978-0-300-08266-1.
- Jelavich, Barbara. St. Petersburg and Moscow: Tsarist and Soviet Foreign Policy, 1814–1974 (1974)
- Kagan, Frederick, and Robin Higham, eds. The Military History of Tsarist Russia (2008)
- Topal, Ali E. "The effects of German Military Commission and Balkan wars on the reorganization and modernization of the Ottoman Army" (Naval Postgraduate School 2013) online Archivado el 13 de abril de 2023 en Wayback Machine.